# Nokia C7
Nokia C7 je smartphone patřící do multimediální řady Cseries. Má 3,5" dotykový AMOLED displej s rozlišením 640 × 360 bodů. V základní výbavě se také nachází 8megapixelový fotoaparát s duálním bleskem, dále GPS navigace, Wi-Fi, EDGE, HSDPA, vestavěný kompas, FM vysílač, NFC a taky podporu MicroSD karet až do kapacity 32 GB. Interní paměť telefonu je 8 GB. Nokia C7 běží na OS Symbian^3 s podporou dotykového ovládání.

## Vzhled
Konstrukce mobilu je vyrobena z leštěné korozivzdorné oceli a skla. Je tenký pouhých 11 mm. Na 3,5palcovém displeji můžete pouhým posunutím prstu procházet mezi třemi plochami, na které si zároveň můžete ukládat potřebné kontakty, aplikace a mnoho dalšího. Mezi aplikacemi procházíte poklepáním na displej, zoom zvládnete pomocí dvou prstů.[zdroj?]

## Sociální sítě
Mobil je plně kompatibilní se sociálními sítěmi jako Facebook nebo Twitter a novinky si můžete procházet přímo na výchozím displeji. Je možné aktualizovat příspěvky a svoji aktuální polohu a sejít se tak s přáteli, či informovat ostatní o běžných věcech.

## Nový Symbian
Telefon byl představen s operačním systémem Symbian^3, který má jednodušší dotykové ovládání a přes 250 nových funkcí. Dovoluje také vytvářet vlastní aplikace a procházet mezi nimi, aniž by se snížila výkonnost baterie. Přístroj si můžete přizpůsobit mnoha způsoby dle vlastní potřeby. Novou možností je mít několik pohotovostních obrazovek, vizuální multitasking a ovládání gesty.
V srpnu roku 2011 byl systém aktualizován na verzi Symbian Anna. Změny se týkaly nového internetového prohlížeče a bylo přepracováno uživatelské prostředí.
Další verze operačního systému Symbian Belle, resp. Nokia Belle byla k dispozici v roce 2012. V systému přibyla nový stahovací panel pro rychlé nastavení připojení a zobrazení nových událostí, widgety je nově možné umisťovat libovolně, jsou v několika velikostech, počet pohotovostních obrazovek se zvýšil na šest. Uživatelské rozhraní doznalo grafických změn, místo textových tlačítek jsou nově pouze ikony. Frekvence pro natáčení videa byla zvýšena na 30 FPS.
Poslední verzí systému, která je dostupná pro Nokii C7 (a další telefony původně uvedené se systémem Symbian^3), je Nokia Belle Refresh. Vylepšení se týkalo internetového prohlížeče, některých widgetů předinstalovaných aplikací a map. Pro novější modely, které byly uvedeny na trh již se Symbian Belle (603, 700, 701 a 808 PureView), byla dostupná aktualizace Nokia Belle Feature Pack 2 (FP2), která přinesla podstatnější změny.

## Parametry telefonu

### Technické specifikace
- Podporované sítě: GSM/EDGE 850/ 900/ 1800/ 1900 MHz, WCDMA 850/ 900/ 1700/ 1900/ 2100 MHz + Automatické přepínání mezi pásmy WCDMA a GSM, Režim Letadlo
- Operační systém: Symbian^3
- Displej: 3,5" AMOLED displej s rozlišením 640 × 360 bodů (16 : 9), Kapacitní dotykový, 16,7 milionů barev, Akcelerometr, senzor přiblížení, senzor okolního osvětlení
- Paměť: Interní paměť o kapacitě 8 GB
- Slot pro paměťové karty: microSD (až 32 GB)
- Rozměry: 117,3 × 56,8 × 10,5 mm
- Hmotnost: 130 g

### Fotoaparát
- 8 MPx s duálním bleskem, režim ostření Full Focus
- Záznam videa (rozlišení až 720p)
- Sekundární kamera pro videohovory s rozlišením 0,3 Mpx (640 × 480)

### Další vlastnosti
- GPS navigace, Ovi Mapy, elektromagnetický kompas
- FM rádio, FM vysílač (převodník)
- Kalendář, kontakty, úkoly, poznámky
- Synchronizace s PC i serverem
- E-mailový klient, internetový prohlížeč, RSS
- Multimediální přehrávač hudby a videa
- Prohlížeč kancelářských dokumentů
- Flash lite, YouTube, widgety
- Připojení k TV
- Podpora OpenGL a 3D

### Rozhraní
- Bluetooth 3.0
- 2mm nabíjecí konektor
- microUSB
- 3,5 mm audio konektor

### Napájení
- Li-Ion akumulátor BL-5K s kapacitou 1200 mAh
- Pohotovostní režim: až 656 hodin
- Doba hovoru: až 576 minut
- Poslech hudby: až 54 hodin
- Přehrávání videa: až 6,5 hodiny

## Nokia Oro
Zvláštní verzí Nokie C7-00 je Nokia Oro. Okrasný lem přední části telefonu a boční tlačítka jsou vytvořeny z 18karátového zlata, hlavní funkční klávesu pak tvoří safírový křišťál. Zadní strana telefonu je potažena jemnou kůží, kterou dodávala společnost Bridge of Weir Leather. Telefon byl vyráběný ve dvou barevných variantách: černá a bílá s béžovou kůží na zadním krytu.